# 大迪克桑斯坝
大迪克桑斯坝（英文：the Grande Dixence Dam），位於瑞士瓦莱州，是世界最高的混凝土重力坝，同时也是欧洲最高的水坝，最大坝高285米，坝顶长695米。水坝位於瑞士罗讷河支流迪克桑斯河上，坝址处河谷呈V形，形成一个4千米长的人工湖——迪斯湖。丰水期，湖深可达284米，并容纳4亿立方
米的水，通过管道将罗讷河水引至三座总装机容量为130万千瓦的水电站。
水坝建在罗讷河的支流迪克桑斯河上，库容大而来水量小，因此，坝体仅有一个泄流量为10米每秒的底孔，未设其他泄水建筑物。冰川融雪是水库储水的主要来源，所以水库的水位依季节的变化而变化。通常九月末水位达到最高峰，随着冬季的到来水位逐渐下降，到次年四月达到最低点。
迪克桑斯河上第一级水坝建于1929年至1935年，1951年开始在第一级的前方建设第二级水坝，储水淹没第一级水坝。如今，在水位降低时仍可看见丰水期被淹没的第一级水坝。